# Aurora (cómic)
Aurora (Jeanne Beaubier) es un personaje canadiense, una superheroína que aparece en los cómics estadounidenses publicados por Marvel Comics. Creado por Chris Claremont y John Byrne, apareció por primera vez en The Uncanny X-Men # 120 (abril de 1979) como miembro del equipo canadiense de superhéroes Alpha Flight.
Aurora es la hermana gemela de Northstar y amante de Sasquatch y el Chico Salvaje. El personaje luchó con un trastorno de identidad disociativo durante años que condujo a dos personalidades distintivas: la tranquila y religiosa Jeanne y la extrovertida, heroica y desinhibida Aurora. Aurora y Northstar trabajaron juntas durante años como parte de Alpha Flight, incluso lidiando con las luchas de Beaubier con sus trastornos de personalidad. Fue brevemente miembro de los X-Men y también participó en el programa Arma X en un intento por hacerse con el control de sus personalidades fragmentadas.
Durante la historia de la Guerra del Caos, Aurora, junto a Northstar, Sasquatch y Snowbird se reúnen con un resucitado Guardián, Vindicador, Chamán y Marrina, reformando Alpha Flight.

## Historia publicada
Aurora apareció por primera vez en X-Men (vol. 1) #120 como miembro de Alpha Flight y fue creada por Chris Claremont y John Byrne.

## Biografía ficticia del personaje
Jeanne-Marie Beaubier nació en Montreal, Quebec, Canadá. Ella y su hermano gemelo Jean-Paul se separaron en la infancia después de que sus padres murieran. Jean-Paul fue adoptada por el señor y la señora Louis Martin, que eran primos de su madre. Los Martin no podían permitirse adoptar a Jeanne-Marie así que dispusieron que Jeanne-Marie se criara en la escuela para niñas de Madame Du Pont en LaVelle, Quebec, una escuela religiosa ultraconservadora. Poco después, los Martin se trasladaron al norte de Quebec. Murieron en un accidente varios años más tarde y Jean-Paul fue colocado en un hogar de acogida, sin saber que tenía una hermana.
Extremadamente nerviosa e introvertida, Jeanne-Marie era desgraciada en la escuela de Madame DuPont. Ya a la edad de trece años intentó suicidarse arrojándose desde el techo de uno de los edificios de la escuela, pero en lugar de morir descubrió que podía volar a gran velocidad. Sin darse cuenta de que era una mutante, al ser profundamente religiosa creyó que su vuelo era el resultado de un milagro divino. A la mañana siguiente le explicó a la directora del colegio lo que ella creía que había pasado. Creyendo que la joven era culpable de blasfemia, la directora la castigó severamente. Este incidente (y posiblemente otros abusos) provocaron un trastorno de identidad disociativo en Jeanne-Marie; una segunda personalidad, extrovertida y mucho más desinhibida surgió. Bajo la influencia de esta segunda personalidad abandonó secretamente la escuela esa misma noche. Volvió tres días más tarde, pero no recordaba dónde había estado o qué había hecho y fue de nuevo castigada físicamente. El trauma resultante fue tan grande que reprimió su segunda personalidad.

### Escuadrón Alfa
Cinco años más tarde, se aceptó su solicitud para convertirse en profesora de Historia y Geografía en la escuela. Con el tiempo se había adaptado a la vida en la escuela y su personalidad cotidiana era la de una remilgada, adecuada y reprimida mujer. La misma noche que fue aceptada su solicitud, resurgió su segunda personalidad y fue a divertirse a Montreal. Enfrentada a unos atracadores, dejó a uno inconsciente moviéndose a una velocidad sobrehumana (esta era la primera vez que había usado sus poderes mutantes en cinco años). El segundo asaltante fue detenido por Lobezno, que había presenciado el intento de asalto. Reconociendo que Beaubier tenía poderes sobrehumanos, la invitó a ir a Ottawa para reunirse con James MacDonald Hudson, que estaba organizando un equipo de poderosos agentes superhumanos para el Departamento H del gobierno canadiense. Hudson la aceptó como recluta y la reunió con su hermano. Después de un período de formación, ambos hermanos se unieron al equipo que creó Hudson, Alpha Flight (Escuadrón Alfa), bajo los nombres clave de Aurora y Estrella del Norte (Northstar).
En la primera misión, Aurora ayudó en la lucha contra los X-Men para capturar a Lobezno. Con Northstar, se enfrentaron a Mortal Ernest. Más tarde relató cómo desarrolló sus poderes mutantes, cómo formó su personalidad de Aurora y cómo Lobezno la reclutó en Alfa Flight, así como la forma en que conoció a Northstar. Después tuvo un enfrentamiento con su hermano y deseando separarse de él, sus poderes fueron alterados por Walter Langowski. Aurora fue capturada por Gilded Lily, pero fue rescatada por Sasquatch que comenzó a sospechar que ella estaba manifestando una tercera personalidad. Con Northstar se enfrentó a Perla Rosa.
Más tarde fue curada temporalmente de sus múltiples personalidades. Junto a los X-Men y Alfa Flight, luchó contra Loki. Fue atacada de nuevo por Gilded Lily. Fue capturada por Box, que se había vuelto loco, pero más tarde fue rescatada por su equipo. Loki engañó a Aurora haciéndole creer que su madre había sido una Elfo de la Luz asgardiana. Ella viajó a Alfheim y aparentemente gastó todo su poder mutante en la curación de Northstar de una enfermedad mortal. Luego entró en un convento y desapareció por un tiempo.
Jean-Marie finalmente dejó el convento y fue transportada a Asgard donde ayudó a rescatar a Northstar en Alfheim. Descubrió que había recuperado sus poderes y se reunió con Alfa Flight. Pronto descubrió que ahora podía generar una luz que otorgaba la paz interior a los demás. Con su equipo y los Cuatro Fantásticos luchó contra Headlok. Este la había manipulado mentalmente lo que la hizo volver a su doble personalidad original y entonces ella lo mató. Poco después tuvo la revancha con Perla Rosa. Con el tiempo, la formación original de Alfa Flight fue disuelta.
Aurora ha sufrido un trastorno de identidad disociativo por algún tiempo: Jeanne-Marie representaba a su personaje más formal y correcto mientras Aurora representaba los rasgos más excéntrico, reprimidos por la personalidad de la primera. Las personalidades más tarde se fusionaron en una sola relativamente sana, aunque en los últimos años su salud mental se deteriorará y volverá a dividirse.
Jeanne-Marie experimentó más cambios de personalidad. Por un tiempo, su "Aurora" y "Jeanne-Marie" personae manifestaron rasgos de la otra, siendo personalidades claramente diferenciadas. Más tarde se manifestará una tercera personalidad que es básicamente Aurora, pero con un mayor sentido que antes de la responsabilidad.
En un determinado momento, Aurora y Northstar tuvieron una retrocontinuidad para ser mitad humanos, mitad duendes;, pero esta evolución fue revertida y los gemelos son conocidos por ser mutantes humanos, que era a lo que estaban destinados originalmente.
Aurora, profundamente enamorada y angustiada con la marcha de Corazón Salvaje (que la había dejado para unirse a X-Factor cuando su mutación revirtió su bello aspecto a uno bestial, temiendo el rechazo de Aurora), dejó de seguirlo, con la idea de que si ella no podía tenerlo, "nadie podría." Durante su búsqueda de Chico Salvaje, Mística intervino, tomando la apariencia de Corazón Salvaje para tratar de que Jeanne-Marie no lo matara. Este le dijo que Mística estaba mintiendo y con su mente ya perturbada ella se desmayó debido a la excesiva tensión. Kyle se comprometió a ayudarla. Northstar y Puck llegaron para devolverla a Canadá.

### Reaparición y resurgimiento
En los acontecimientos que condujeron a su reaparición en Arma X Vol. 2, la salud mental de Aurora sigue deteriorándose y más tarde se convertirá en una agente con la mente controlada. También se involucrará en una relación abusiva con el director de Arma X, Malcolm Colcord, que con frecuencia la golpeaba. Aurora se las arreglará para tomar represalias contra su control de la mente mediante la creación de una tercera personalidad que no se vio afectada por la situación. Atacará a Colcord y logrará escapar. En su siguiente aparición en X-Men (vol. 2) el estado mental de Aurora vuelve a ser inestable hasta el punto de que todas sus personalidades coinciden en que el suicidio es la mejor solución. Sin embargo, no llegará a este extremo por la llegada de Northstar, que está bajo el control de Los Hijos de la Cámara, un misterioso grupo de superhumanos recién aparecido que busca destruir a los mutantes, al verlos como competencia por el dominio del planeta. Uno de los niños, Serafina, coloca a los gemelos bajo su control, reparando gran parte frágil de la psique de Jeanne-Marie, aumentando los poderes de ambos y alterándolos para que puedan generar no solo luz al entrar en contacto con los demás sino también calor.
Los gemelos son enviados a una misión para atacar a los X-Men y capturar a Dientes de Sable para el grupo de niños. Los gemelos son capaces de derrotar a varios de los X-Men y de los Nuevos X-Men hasta que Mística es capaz de explotar la destrozada psique de Aurora al asumir su apariencia. Iceman colabora para incapacitarla mientras que Cable derrota a Northstar.
Los X-Men llevan a los gemelos al helitransporte de S.H.I.E.L.D. en un intento de reparar el daño moral que les habían causado. Usando su equipo de V.R. les permitió revivir sus vidas a un ritmo acelerado. El proceso fue interrumpido cerca del final de la sesión por Éxodo, creando una conexión telepática entre los dos. Utilizando el apoyo emocional de los demás, se las arreglan para hacer frente a sus turbulencias personales internas y recuperar el control de sus mentes. Aurora y Northstar también adquieren un mayor nivel de control sobre sus poderes, que utilizan para salvar a Pícara de la Acólito conocida como Frenesí. Más tarde vuelven a aparecer en el mini-crossover Invasión Secreta: X-Men, uniéndose a los X-Men cuando la invasión Skrull llega a San Francisco.
La siguiente aparición de Jeanne-Marie es en Uncanny X-Men, cuando ha creado una empresa de deportes de invierno con su hermano, Team Northstar Extreme Snowsports. Aurora parece estar viviendo una vida relativamente normal desde que recuperó el control de su mente. Ella es contactada por Lobezno cuando este desea extender una invitación a Northstar para unirse a los X-Men en Utopía.
Durante una de las sesiones de terapia para tratar su trastorno se le da un dispositivo para llevar en la cabeza durante las pruebas, cuando en realidad, su terapeuta había sido sobornado por Norman Osborn para usarlo en ella y poder hablar con su personalidad más oscura y violenta y así reclutarla para sus X-Men Oscuros. A Jeanne-Marie, sin embargo, no le apetece recibir órdenes de nadie y menos de alguien tan roto como ella misma y decide irse, pero antes él le devuelve el dispositivo otra vez, diciendo que no acepta un no por respuesta. Pese a esto, ella hace aparecer una de sus personalidades para combatir a los guardias y hace aparecer más por cada vez que el dispositivo es utilizado en ella, después es capaz de usarlo en el propio Osborn y marcharse.
Durante la historia Guerra del Caos, Aurora junto a Northstar, Sasquatch y Ave Nevada se reunieron con unos resucitados Guardián, Vindicator, Chamán y Marrina.

## Poderes y habilidades
Aurora tiene los poderes de vuelo y velocidad y reflejos superhumanos (teóricamente capaces de acercarse a la velocidad de la luz. Esto nunca se ha intentado ya que si cualquier ser o cantidad de materia se acercan a esta velocidad en nuestro sistema solar, podría causar estragos devastadores en las fuerzas gravitatorias que sostienen nuestro sistema). A mayor aumento en su velocidad, más invulnerable se vuelve su cuerpo, pero esta capacidad no se ha medido.
También tiene niveles sobrehumanos de resistencia lo que le permite mantener su super velocidad. En un número inicial de Alfa Flight, Northstar revela a los lectores que Aurora tiene una mayor resistencia y puede volar más tiempo, mientras que él puede volar más rápido en el mismo período de tiempo. Su fuerza y tiempo de reacción están por encima de la media para una mujer de su edad y nivel de ejercicio, sin embargo, Jeanne-Marie no suele confiar en su fuerza física mientras lucha contra sus oponentes y en su lugar, utiliza trucos de su super velocidad, como volar con alguien a gran velocidad hasta que se desmaya por falta de oxígeno o golpearlo con cientos de golpes por segundo hasta que sucumbe. Aurora también usa su super velocidad para realizar trucos como la creación de un ciclón corriendo en círculos, correr por las paredes y sobre el agua y puede respirar mientras viaja a velocidades subsónicas.
Originalmente, mientras estaba en contacto físico con su hermano, por lo general al juntar sus manos, la pareja podía emitir ráfagas de luz blanca brillante con un flash igual en intensidad a un millón de candelas (una candela es igual a la cantidad de luz emitida por una vela). En general lo usan para cegar a sus oponentes, pero con el inconveniente de menor importancia de que no son capaces de controlar su intensidad. Sin embargo, después de romper con su hermano, ella tenía sus facultades alteradas por Walter Langkowski (Sasquatch), su amante en ese momento, para que pudiera producir la luz de forma independiente, aunque con mucha menos intensidad. También limitó significativamente su velocidad a la de una o dos veces la velocidad del sonido.
Más tarde se reveló que debido a un efecto secundario del tratamiento, incluso si ella y su hermano tenían el más breve contacto físico podían "cancelar" sus habilidades durante un breve período y a veces, crear un choque físico incapacitante. El tratamiento tenía la ventaja añadida de "encubrirla" frente a los dispositivos de detección de mutantes, como los Centinelas, lo que le permitía en más de una ocasión vivir una vida normal, libre de persecuciones. Después de los acontecimientos de Asgard, sus estallidos, post-tratamiento, de luz ahora tenían la capacidad adicional de otorgar temporalmente paz interior a todos los que los vieran, pero no se sabe si ha conservado este nuevo poder.
Parece que el tratamiento ya no tiene efecto en los últimos años, volviendo sus habilidades a su estado original. Debido a las maquinaciones de Serafina, parece que Aurora y Northstar ahora pueden generar energía térmica explosiva cuando entran en contacto.
Aurora es moderadamente experta en el combate cuerpo a cuerpo usando a su estilo su velocidad sobrehumana recibiendo el entrenamiento de Puck y Lobezno.
Los poderes de Aurora varían de diversas maneras según cual de sus diferentes personalidades sea la dominante.

## Otras versiones

### Era de Apocalipsis
En la Era de Apocalipsis, Northstar y Aurora formaban parte de la Élite de la Fuerza Mutante de Mr. Siniestro (E.F.M.) y como tal, fueron asignados a patrullar los corrales de cría. Los hermanos abrazaron plenamente la creencias de superioridad mutante y parecían tener gran placer al castigar a aquellos prisioneros que hacían de las suyas o trataban de escapar. Cuando el líder de la E.F.M., Cíclope, cambió de bando, ayudando en secreto a algunos presos para escapar, fue capturado en el acto por los veloces gemelos. Sin embargo, ambos fueron derrotados por este y por la prisionera que estaba ayudando a escapar, que resultó ser Polaris. Cuando la serie fue revisada por el 10 aniversario, se reveló que, tras la caída del régimen de Apocalipsis, los Beaubier se convirtieron en fugitivos hasta que fueron asesinados por Arma X y Kirika.

### Marvel Zombies
En los cómics de Marvel Zombies que transcurren en el universo de la Tierra-2149, el zombificado Escuadrón Alfa ataca a los X-Men y son liquidados a manos de Magneto. Aurora aparece en una viñeta de Marvel Zombies Orígenes atacando a Tormenta junto a su hermano. Los dos son asesinados por Erik solo momentos después.

### Arma X: Días del Futuro
En la historia Arma X: Días del Futuro, Aurora es uno de los mutantes reclutados por Lobezno con el fin de resucitar a los X-Men, después de que todos excepto él mismo y Angel fueran asesinados por el Arma X dirigido por Malcolm Colcord. Cuando Logan va a buscarla ella está viviendo como Jeanne-Marie en un convento de monjas en Lourdes, Francia. Estará de acuerdo y mencionará la muerte de su hermano como una razón para unirse a él. Sin embargo no está realmente interesado en su contratación como Aurora o como su personalidad normal de Jeanne-Marie. Él viene a reclutar la tercera personalidad y la golpea hasta que esta sale a la superficie. Cuando lo hace, ella se quita su capucha y su túnica de monja para que pareciera su traje de Aurora. Se une a unos nuevos y más violentos X-Men en los que está Juggernaut, Masacre, Mística, Fuego Solar, Arcángel y el Agente Zero.
Es asesinada junto a Mística, Fuego Solar y Masacre, cuando se revela que el Agente Zero se ha convertido en un agente encubierto de Arma X mediante el uso de las habilidades hipnóticas de Mesmero. Él tiende una emboscada a sus compañeros de equipo en su base, matándolos o hiriéndolos gravemente con armas de fuego y sus explosiones de energía conmocionadora. Con el tiempo, él se quitará la vida cuando logre liberarse del control de Arma X, momentos antes de matar a Lobezno.

### Tierra X
En Tierra X, Aurora sigue siendo un miembro de Alfa Flight. Sin embargo, será asesinada junto a su equipo por Tong, la cabeza flotante topoide de la Fundación Futuro de Creel.

### X-Men: El Final
En el universo de los X-Men: El Final, la imagen de Aurora se aparece como un espíritu a su hermano.

### Dinastía de M
En la realidad alternativa creada por la Bruja Escarlata conocida como Dinastía de M, una mujer parecida a Aurora aparece con Northstar que es un agente de S.H.I.E.L.D., responsable de la formación de un equipo de jóvenes mutantes y superhumanos en el programa escuadrón de entrenamiento juvenil de la agencia. Sin embargo, ella solo se ve brevemente.

### Ultimate Aurora
Una versión Ultimate de Aurora hace su debut en Ultimate X-Men #94 como parte del Alfa Flight. Al igual que su homóloga convencional, ella es la hermana de Northstar. Los dos parecen compartir una relación distante, pues Aurora aún trabaja para el Departamento H mientras que Jean-Paul lo abandonó alegando que estaban locos. Ella es quien capturará físicamente a su hermano. Su poder parecía estar basado en la velocidad, pero, de acuerdo con ella y debido a que había sido mejorada por la hormona de crecimiento mutante conocida como Banshee, es más rápida que la luz; algo que demostró al ser capaz de zafarse del agarre de Coloso en su jet sin que él sea consciente de ello. Más tarde, cuando los X-Men ataquen su base para rescatar a Northstar, será rápidamente vencida por Dazzler, que también había mejorado sus habilidades mediante la hormona.

### Era de X
En la realidad de la Era de X, la fallecida Aurora es la motivación de su hermano en sus intentos para matar a Kitty Pryde.

## En otros medios

### Televisión
- Aurora apareció en los episodios de la serie de dibujos animados de los X-Men "Slave Island" y "Repo Man". En ellos poseía la capacidad de volar y generar una luz cegadora cuando daba una palmada en la mano a su hermano Northstar.